# القماع (الملاجم)

تعديل مصدري - تعديل

القماع هي إحدى قرى عزلة ال منصور الملاجم بمديرية الملاجم التابعة لمحافظة البيضاء، بلغ تعداد سكانها 441 نسمة حسب تعداد اليمن لعام 2004.